# Nelson Chamisa
Nelson Chamisa (Masvingo –Rodesia, actual Zimbabue– 2 de febrero de 1978) es un político zimbabuense, presidente de la Alianza del MCD y miembro de la Asamblea Nacional de Zimbabue por Kuwadzana, Harare. Sus discursos carismáticos y su elocuencia lo convirtieron en Secretario de Información y Publicidad por el partido opositor Movimiento por el Cambio Democrático (MCD), y presidente de la juventud del partido. Chamisa es el candidato a presidente por la Alianza MCD en las elecciones generales de 2018. 

## Biografía
Se graduó en Ciencias Políticas y Administración Pública en la Universidad de Zimbabue. Es abogado y trabaja para el bufete  Atherstone and Cook desde noviembre de 2014. En 2016, obtuvo un grado en teología Pentecostal en el Theology from Living Waters Theological Seminary de Harare, un seminario afiliado a la Misión Apostólica de la Fe de Zimbabue.
Fue elegido vocero del MCD en el congreso del partido en junio de 2006. En el congreso del partido celebrado en Bulawayo, en abril de 2011, fue elegido secretario de organización. En el Parlamento es miembro de los comités de Defensa y Asuntos Internos, Cuentas Públicas, Género y Juventud, y Transporte y Comunicaciones. También fue miembro de la Unión Nacional de Estudiantes de Zimbabue.
En marzo de 2007 fue agredido en el Aeropuerto Internacional de Harare cuando intentaba viajar a Bélgica; fue ingresado en un hospital con un hueso roto. Sobre la situación en Zimbabue él dijo: "Aqui no hay seguridad. Aqui no hay protección. Todos estamos en riesgo."
El 10 de febrero de 2009 Morgan Tsvangirai nombró a Chamisa Ministro de Información, Comunicación y Tecnología como parte del gobierno de unidad nacional. Después de tomar posesión de su cargo tuvo una disputa con  Webster Shamu, el ministro de Información y Publicidad. The Herald reportó el 10 de abril de 2009 que el presidente Robert Mugabe asignó responsabilidad de telecomunicaciones al Ministerio de Transporte, liderado por Nicholas Goche. Chamisa y Tsvangirai objetaron la decisión alegando que Mugabe no tenía poder para asignar unilateralmente las telecomunicaciones a otro ministerio bajo los términos del acuerdo.
Chamisa sirvió como ministro del gabinete de febrero de 2009 a julio de 2013, hasta el final del gobierno de unidad nacional. También fue secretario de organización del Movimiento por el Cambio Democrático. Nelson Chamisa es uno de los líderes más populares del MCD y fue considerado como posible sucesor de Morgan Tsvangirai. Perdió el cargo de secretario general del partido en el congreso de 2014 en favor de  Douglas Mwonzora. El 16 de julio de 2016 Chamisa fue nombrado vicepresidente del MCD por Tsvangirai para servir junto con Elias  Mudzuri y Thokozani Khupe.
Cuando el líder del partido Morgan Tsvangirai inició su lucha contra el cáncer de colon, se inició una lucha de poder entre los tres vicepresidentes del partido Chamisa, Mudzuri y Khupe. El 14 de febrero de 2018 se anunció que Tsvangirai murió a causa de su enfermedad y al día siguiente el consejo nacional del partido nombró a Chamisa como presidente interino por un período de 12 meses y se convirtió en presidente de la Alianza MDC.
En octubre de 2021, su partido político denunció un nuevo ataque contra su líder, Nelson Chamisa, quien salió ileso luego de recibir un disparo el día anterior mientras estaba en su automóvil luego de un mitin político.